# Tercera Federación 2025-26
La temporada 2025-26 de la Tercera Federación de fútbol corresponde a la quinta edición de este campeonato, que ocupa el quinto nivel en el sistema de ligas de fútbol de España. Dará comienzo el 7 de septiembre de 2025 y terminará el 10 de mayo de 2026. Posteriormente se disputará la promoción de ascenso a Segunda Federación, que constará de dos eliminatorias a doble partido, el primero de los cuales se disputará en el terreno de juego del equipo clasificado en la posición inferior en la fase regular.

## Sistema de competición
Ascienden 27 equipos a la Segunda Federación: por un lado, los 18 campeones de grupo; por otro lado, los 9 vencedores de una eliminatoria interterritorial a disputar en terreno neutral, a la que acceden a su vez los vencedores de los eliminatorias territoriales que disputan los clasificados entre el segundo y el quinto puesto en cada uno de los grupos.
El número de plazas de descenso a categorías regionales se definirá en cada una de las federaciones territoriales y dependerá de los ascensos y los descensos de ese grupo a Segunda Federación. El resultado debe ser de 18 integrantes por grupo.

## Fase de grupos
- Los equipos deberán formalizar su inscripción.

## Promoción de ascenso a Segunda Federación
Participan los equipos clasificados del segundo al quinto lugar de cada grupo. Se desarrolla mediante el sistema de eliminatorias a doble partido que enfrentan a los equipos del mismo grupo que hubiesen obtenido mejor clasificación contra los que hubiesen obtenido peor. En caso de empate, se disputa una prórroga y, si prosiguiese el empate, se proclama vencedor al equipo que hubiese obtenido mejor posición en la fase regular. Los 18 equipos vencedores de estas eliminatorias juegan la Fase Final por el ascenso.